# Cypa manilae
Cypa manilae är en fjärilsart som beskrevs av Clark 1930. Cypa manilae ingår i släktet Cypa och familjen svärmare. Inga underarter finns listade i Catalogue of Life.